# Fred Baker (Filmemacher)
Fred Baker (* 26. Juli 1932 in Los Angeles; † 5. Juni 2011 in New York City) war ein US-amerikanischer Filmemacher, Regisseur, Drehbuchautor, Filmproduzent und Schauspieler.

## Leben
Baker begann seine Karriere als Theaterschauspieler; 1952 spielte er am Broadway eine Hauptrolle in Mary Chases Komödie Bernardine. Nach drei Jahren Militärdienst in der US-Armee, den er in Korea und Europa ableistete, spielte er in drei Filmen mit, die in Deutschland für das US-Fernsehen gedreht wurden, darunter die Fernsehserie Fire One, in der auch Peter Beauvais und Reinhard Glemnitz mitwirkten. Nach seiner Rückkehr nach New York hatte er Charakterrollen in zahlreichen Broadway- und Tourneetheater-Produktionen.
Schließlich begann er Regie bei Off-Broadway-Stücken und Tournee-Theaterkompagnien zu führen, in denen u. a. Henry Fonda, Faye Dunaway, Burgess Meredith, Raymond Burr, Alexis Smith, Barbara Bel Geddes, Michael Rennie und Rod Steiger mitwirkten. Mitte der 1960er Jahre arbeitete er für Channel 13 des nichtkommerziellen Senders WNET Public Broadcasting.
Baker war ein großer Tanz- und Jazz-Fan; so waren diese auch Thema seines ersten Kurzfilms On the Sound (1962). Er fragte bei Charles Mingus an, ob er beim Soundtrack dieses Filmprojekts mitwirken wolle, doch dieser lehnte ab und verwies ihn auf Gigi Gryce, der dann die Musik zu diesem achtminütigen Film beisteuerte. In dem Film sind die Martha-Graham-Tänzer Donald McKayle, Mary Hinkson und Matt Turney zu sehen. Der Film wurde 1963 in den USA mit dem Golden Eagle Award ausgezeichnet und auf den internationalen Filmfestivals, dem Edinburgh Festival, der Berlinale und der Biennale di Venezia gezeigt.
Baker gehörte zur Gruppe unabhängiger Experimental- und Undergroundfilmemacher der 1960er und 1970er Jahre, der bei Filmen wie Events (1970), dem Dokumentarfilm The Murder of Fred Hampton über den afroamerikanischen Aktivisten Fred Hampton und die Black Panther Party in Illinois (1971), und White Trash (1992) Regie führte oder als Produzent wirkte. Er produzierte auch Gillo Pontecorvos Film Schlacht um Algier (1966). Baker war ein langjähriger Freund von Lenny Bruce, den er 1972 in seinem Dokumentarfilm Lenny Bruce Without Tears porträtierte.
Mit seiner Frau Barbara gründete er in den 1970er Jahren FBFVCO, die Fred Baker Film & Video Company, in der Spielfilme wie Jean Charles Tacchellas Cousin, Cousine (1975), Luchino Viscontis Die Unschuld (1976), David Lynchs Eraserhead (1977) und Marco Ferreris Ganz normal verrückt (1981) vertrieben wurden. 2003 war er erneut als Schauspieler in Tony Kushners Theaterstück Angels in America zu sehen. 2008 hatte die von Baker produzierte Filmbiographie Assata aka Joanne Chesimard auf dem San Diego Black Film Festival Premiere, in der Hauptrolle die Aktivistin Assata Shakur; die Musik stammte von dem Jazztrompeter Roy Hargrove.
Im Oktober 2010 begann Baker den Blog Slink im Stil einer non-fiction novel zu schreiben. Fred Baker ist nicht mit dem britisch-österreichischen Filmemacher und Produzenten Frederick Baker (1965–2020) zu verwechseln.

## Filmografie (Auswahl)
- 1962: On the Sound (Regie, Produktion)
- 1966: Schlacht um Algier (Ausführender Produzent, nicht im Abspann)
- 1970: Events (Regie, Produktion)
- 1971: The Murder of Fred Hampton (Ausführender Produzent, nicht im Abspann)
- 1972: Lenny Bruce Without Tears (Regie)
- 1975: Room Service 75 (Regie, Drehbuch)
- 1977: Eraserhead (ausführender Produzent, nicht im Abspann)
- 1988–89: Jazzmasters (TV-Serie, Regie)
- 1992: White Trash (Regie)
- 2008: Assata aka Joanne Chesimard (Regie, Produktion)